# 白人特権
白人特権（white privilege）、または白い肌の特権（white skin privilege）は、特に同じ社会的、政治的、または経済的状況下にある場合に、一部の社会で白人以外の人々よりも白人に利益をもたらす社会的特権。  ヨーロッパの植民地主義と帝国主義と大西洋奴隷貿易にルーツを持ち、白人の特権はさまざまな国民の市民権、およびその他の権利や特別な利益を保護することを広く求めてきた状況で発展した。  

## 定義
白人特権は、人種や人種差別が絡み合った社会現象である。アメリカ人類学会は、「人種的な世界観は一部のグループを永続的な低い地位に割り当てるために考案されたが、他のグループは特権、権力、富へのアクセスを許可された」と述べている。「白人特権」の定義はやや流動的だが、白人と見なされない人々と比較して、白人と見なされる人々が持つ暗黙的または体系的な利点を指すことは一般的に合意されている。その人種に対する不信感やその他の悪影響を経験する必要がないことも、一種の白人特権と呼ばれることがよくある。この用語は、人種差別の対象である人々への不利益ではなく、人種差別が蔓延し、白人が正常であると見なされる社会で白人が持つほとんど隠された利益に焦点を当てた議論で使用される 。このように、概念のほとんどの定義と議論は、人種差別が常態化した社会で白人が無意識に「身に着けている」「見えないバックパック」のマッキントッシュのメタファーを出発点として使用されている 。